# 毕宿增十七
金牛座85，又名BD+15 645，HD 28677、SAO 93993、HR 1432，是金牛座的一颗恒星，视星等为6.02，位于銀經180.88，銀緯-21.42，其B1900.0坐标为赤經4h 26m 8.9s，赤緯+15° -21.42′ 13″。